# Ридельберг
Ридельберг (нем. Riedelberg) — община в Германии, в земле Рейнланд-Пфальц. 
Входит в состав района Юго-западный Пфальц. Подчиняется управлению Цвайбрюккен-Ланд.  Население составляет 492 человека (на 31 декабря 2010 года). Занимает площадь 5,23 км².